# Antonia den yngre

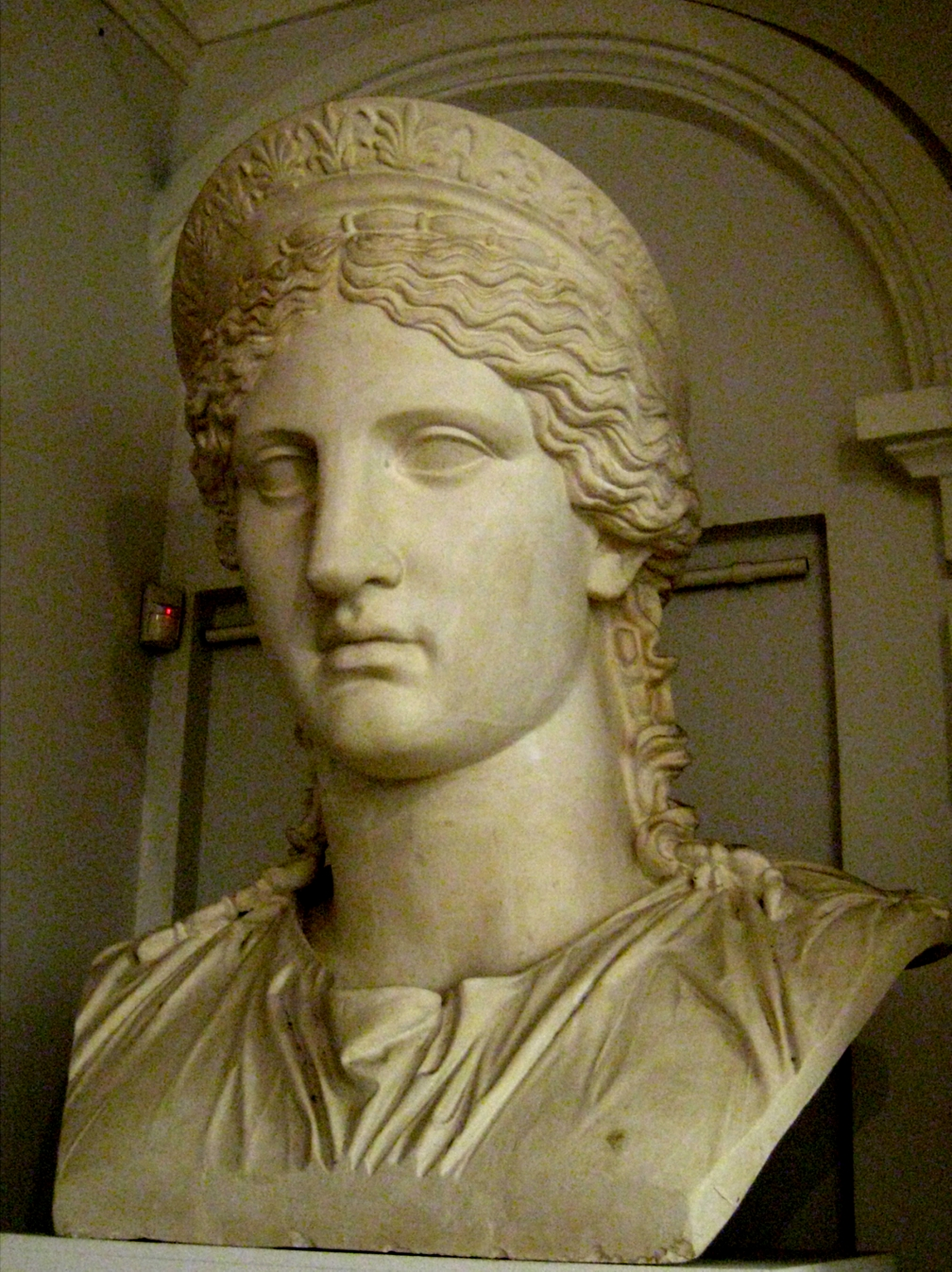
Byst föreställande Antonia den yngre

Antonia den yngre, född i januari år 36 f.Kr. i Aten, död 37 e.Kr. i Rom, var medlem av den romerska kejsarfamiljen.

## Biografi
Antonia var dotter och det yngsta av fem barn till Octavia den yngre och Marcus Antonius, gift år 16 f.Kr. med Drusus och mor till Germanicus, Livilla och den blivande kejsaren Claudius. 
Hennes far avled då hon var sex, och hon uppfostrades av sin mor och sin morbror kejsaren i Rom. Hon ärvde flera egendomar i Italien, Grekland och Egypten, var förmögen och hade en central roll i det romerska societetslivet. När hennes make avled år 9 f.Kr. vägrade hon gifta om sig, trots att hennes morbror kejsaren försökte pressa henne att göra det. 
När Livia Drusilla avled år 29, blev Antonia fostermor åt Caligula, Agrippina den yngre, Julia Drusilla, Julia Livilla och Claudia Antonia. År 31 blev hennes dotter Livilla inblandad i en misslyckad komplott för att störta kejsaren. Medan de övriga deltagarna avrättades, överläts Livilla åt sin mor för bestraffning. Antonia lät då låsa in henne på hennes rum, där hon tilläts svälta ihjäl. 
När Caligula blev kejsare år 37 gav han henne rank av senator; han erbjöd henne också titeln Augusta (kejsarinna), men hon avböjde titeln. Hon försökte ge Caligula råd och kritik, men han reagerade med att snäsa av henne och förödmjuka henne genom att bland annat vägra träffa henne i enrum. Hon begick självmord. 
När hennes son Claudius blev kejsare gav han henne titeln kejsarinna postumt och förklarade hennes födelsedag för helgdag.